# 路易二世 (摩纳哥)
路易二世（法语：Louis II，1870年7月12日—1949年5月9日）全名为路易·奧諾雷·查理·安托萬·格里馬爾迪（Louis Honoré Charles Antoine Grimaldi）是摩納哥亲王，1922年1949年在位。
路易出生於德國巴登-巴登，是阿爾貝一世與瑪麗·維多利亞·漢密爾頓唯一的孩子。由於父母分居，路易直到11歲時才回到摩納哥。他與父親關係疏遠，成年後路易進入法國著名的聖西爾軍校就讀，畢業後加入法國外籍兵團並駐紮在北非阿爾及利亞。1898年，路易的情婦馬里·茱莉葉·盧韋在君士坦丁生下他的女兒夏洛特。
由於夏洛特是私生女無繼承權，繼承順位在路易之後的人是他的表兄、德國貴族烏拉赫的威廉·卡爾。害怕摩納哥未來將被德國控制，法國不斷對摩納哥施壓；最終在1918年摩納哥通過新的繼承法案，路易在隔年認養夏洛特使她在日後得以繼承王位。
1922年阿爾貝一世去世，路易即位為摩納哥親王。在路易二世在位期間，第一屆摩納哥大獎賽於1929年舉辦，路易二世體育場於1939年竣工。二戰期間，摩納哥先後被義大利、德國佔領，直到1944年9月被盟軍解放。1946年路易二世與法國女演員吉斯蘭·多曼吉結婚，1949年路易二世去世並由孫子蘭尼埃三世繼位。